# Кыргызстан на летних Азиатских играх 2014
Кыргызстан принимал участие в летних Азиатских играх 2014 года в Инчхоне (Республика Корея).

## Медалисты
| Медаль  | Спортсмен              | Вид спорта | Дисциплина                              |
| ------- | ---------------------- | ---------- | --------------------------------------- |
| Серебро | Евгений Ваккер         | Велоспорт  | велоспорт, шоссе                        |
| Серебро | Магомед Мусаев         | Борьба     | Мужчины, вольная борьба, до 97 кг       |
| Бронза  | Жанарбек Кенжеев       | Борьба     | Мужчины, греко-римская борьба, до 80 кг |
| Бронза  | Догдурбек уулу, Эламан | Борьба     | Мужчины, вольная борьба, до 70 кг       |
| Бронза  | Айсулуу Тыныбекова     | Борьба     | Женщины, вольная борьба, до 55 кг       |
| Бронза  | Турат Осмонов          | Бокс       | Мужчины, бокс, до 49 кг                 |